# Marcin Makula
Marcin Makula (ur. 22 sierpnia 1975 w Rudzie Śląskiej) – polski duchowny luterański, proboszcz parafii ewangelickiej w Golasowicach, biskup Ewangelickiego Duszpasterstwa Wojskowego, od 2021 jego Naczelny Kapelan Wojskowy.

## Życiorys
Wychowywał się w Żorach, gdzie jego ojciec był proboszczem. Kształcił się w zakresie teologii ewangelickiej na Chrześcijańskiej Akademii Teologicznej w Warszawie, którą ukończył w 1999 roku. Ordynowany na duchownego 5 września 1999 roku, pracował jako wikariusz w parafiach w Szczecinie i Bydgoszczy, później także jako proboszcz administrator w Słupsku. Od 1999 do 2005 roku był jednocześnie kapelanem Wojska Polskiego. W 2005 wybrany proboszczem parafii w Golasowicach. Od 2017 członek XIV Synodu Kościoła z listy duchownych.
1 stycznia 2021 objął urząd Naczelnego Kapelana Wojskowego Kościoła ewangelicko-augsburskiego w RP. Konsekrowany na biskupa 30 stycznia 2021 roku w kościele Zmartwychwstania Pańskiego Katowicach. Zawieszony w obowiązkach Naczelnego Kapelana Wojskowego Kościoła ewangelicko-augsburskiego w RP decyzją Synodu Kościoła w dniu 6 kwietnia 2024 roku.

## Życie prywatne
Ma żonę Małgorzatę (de domo Majcherek) i trójkę dzieci.

## Odznaczenia
- Odznaka pamiątkowa EDW – 2023, ex officio